# Manuel Porto
Manuel Carlos Lopes Porto (ur. 15 czerwca 1943 w Coimbrze) – portugalski polityk, prawnik i nauczyciel akademicki, profesor, eurodeputowany III i IV kadencji.

## Życiorys
Ukończył studia prawnicze na Uniwersytecie w Coimbrze, kształcił się następnie na Uniwersytecie Oksfordzkim. Zawodowo związany z macierzystą uczelnią, gdzie uzyskiwał doktorat i profesurę. W latach 2000–2005 pełnił funkcję dziekana wydziału prawa na Uniwersytecie w Coimbrze. Wykładał także na innych uczelniach portugalskich.
Od 1976 do 1989 kierował regionalną komisją planowania w regionie centralnym. W latach 1986–1989 stał na czele krajowej rady planowania. Był również radnym i przewodniczącym rady miejskiej w Coimbrze. Od 1994 do 1999 przez dwie kadencje sprawował mandat posła do Parlamentu Europejskiego z ramienia Partii Socjaldemokratycznej. Pełnił m.in. funkcje wiceprzewodniczącego Komisji Budżetowej oraz kwestora PE. W latach 2001–2006 przewodniczył Conselho Nacional de Educação, działającej na poziomie krajowym radzie do spraw edukacji.
Odznaczony Komandorią Orderu Infanta Henryka.